# Обич (филм)
„Обич“ е български игрален филм (драма) от 1972 година на режисьора Людмил Стайков, по сценарий на Александър Карасимеонов. Оператор е Борис Янакиев. Създаден е по романа „Обич“ на Александър Карасимеонов. Музиката във филма е композирана от Симеон Пиронков

## Сюжет
Двайсетгодишната Мария е в проблемни отношения с родителите си, предизвикани от различия във възгледите им за "нещата от живота". След несподелена първа любов Мария издига обичта до човеколюбие, трудно съвместимо с общоприетите модели на обществото. Баща й я отвежда на почивка в хижа на Витоша. Там попада в компанията на самонадеян архитект, свенлив журналист, страхлив учител и дребнав педантичен юрист, които скоро започват да й досаждат с ухажването си. Мария търси опора в спомени от миналото.
Мечтата й е била да стане лекарка като леля си Ирина, която за нея винаги е била еталон за нравственост.
Бивша участничка в антифашистката борба, впоследствие Ирина е обявена за загинала или безследно изчезнала през войната във Виетнам. Мария уверено върви по пътя към своя идеал. В болницата, където стажува като медицинска сестра, се запознава с Николай, в когото се влюбва. Без да подозира за чувствата й, той споделя своя тайна - има приятелка, бременна от друг. Съветът на Мария е да се ожени за нея. Тя не само пренебрегва своите чувства, в името на тяхното щастие, но дори им помага.

## Състав

### Актьорски състав
| Роля                               | Изпълнител                           |
| ---------------------------------- | ------------------------------------ |
| Мария                              | Виолета Донева                       |
| Ирина                              | Заслужила артистка: Невена Коканова  |
| Николай                            | Стефан Данаилов                      |
| Петров, свенливият журналист       | Банко Банков                         |
| Управителят                        | Заслужил артист: Николай Бинев       |
| Бащата на Мария                    | Народен артист: Иван Кондов          |
| Майката на Мария                   | Заслужила артистка: Катя Динева      |
| Станимиров, самонадейният архитект | Народен артист: Андрей Чапразов      |
| Манасиев, научен сътрудник         | Светозар Неделчев                    |
| Костов, педантичният юрист-консулт | Антон Карастоянов                    |
| Офицерът                           | Стефан Илиев                         |
| Нелегалният                        | Васил Попилиев                       |
| д-р Боров                          | Добри Добрев                         |
| В епизодите                        | Изпълнител                           |
| медицинската сестра Галя           | Лидия Александрова                   |
| приятел на Мария                   | Николай Николаев                     |
| приятел на Мария                   | Димитър Коканов                      |
|                                    | Иван Кутевски                        |
|                                    | С. Михайлова                         |
|                                    | П. Станков                           |
|                                    | А. Маринов                           |
|                                    | Радка Ялъмова                        |
|                                    | Н. Кафеджиева                        |
| приятелка на Мария                 | Евгения Баракова                     |
|                                    | Р. Радев                             |
|                                    | Й. Спасова                           |
|                                    | Д. Димитрова                         |
| един от ремсистите                 | Георги Новаков (не указан в титрите) |

### Творчески и технически екип
| Сценарий           | Александър Карасимеонов Константин Павлов (некредитиран)                                         |
| Режисьор           | Людмил Стайков                                                                                   |
| Оператор           | Борис Янакиев                                                                                    |
| Художник           | Мария Иванова                                                                                    |
| Редактори          | Свобода Бъчварова Георги Мишев                                                                   |
| Монтаж             | Донка Димчева Розедия Милин                                                                      |
| Музика             | Симеон Пиронков                                                                                  |
| Костюми            | Юлиана Божкова                                                                                   |
| Звукооператор      | Михаил Каридов                                                                                   |
| Комбинирани снимки | Иван Манев                                                                                       |
| Грим               | Агнес Казасова Магдалена Караманова                                                              |
| Асистент-режисьори | Кирил Киров Емилия Василева Игнат Тасев Крикор Хугасян                                           |
| Асистент-оператори | Михаил Николов Кирил Зашев Стефан Кирилов                                                        |
| Осветление         | Антим Борисов                                                                                    |
| Гардероб           | Цветана Рачева                                                                                   |
| Фотограф           | Тодор Костов                                                                                     |
| Организатори       | Захари Стаменов Дончо Кънчев                                                                     |
| Директор           | Весела Димитрова                                                                                 |
| Distributed by     | Българска кинематография Студия за игрални филми Творчески колектив „МЛАДОСТ“ /Copyright © 1972/ |

## Награди
- Специалната награда на журито, ФБФ (Варна, 1972).
- Награда за женска роля на Невена Коканова, ФБФ (Варна, 1972).
- Награда на ЦК на ДКМС на Виолета Донева, ФБФ (Варна, 1972).
- Награда на СИДАЛК на V фестивал на Червенокръстките и здравни филми, (Варна, 1973).
- Награда на София за киноизкуство, (1973).
- Една от трите Златни награди на 8 МКФ (Москва, СССР, 1973).